# 青山ななみ
青山 ななみ(あおやま ななみ)は、日本の脚本家。福井県出身。
小学校2年時より、趣味として小説を書き始める。2014年、仁愛女子高校3年時にドラマ甲子園に応募した脚本作品『17歳』で大賞受賞。自身初の脚本作品であった同作品は映像化され、青山は演出も手掛けた。2017年、「19歳」で脚本家としてプロデビュー。
国立音楽大学で声楽を学んだ後に、テレビ番組制作会社に勤務。

## 作品

### テレビドラマ
- 十七歳（2014年、フジテレビTWO）脚本、演出
- 19歳（2017年、フジテレビ）脚本

## 受賞
- 第一回ドラマ甲子園大賞[1]